# Ángel Olivares
Ángel Olivares Ramírez (Burgos, 8 de febrero de 1955) es un político español que sirvió como secretario de Estado de Defensa entre 2018 y 2020.
Ocupó los cargos de gobernador civil de Ávila de 1988 a 1990, delegado del Gobierno en Extremadura de 1990 a 1993, delegado del Gobierno en Castilla y León de 1993 a 1994 y director general de la Policía de 1994 a 1996. Fue alcalde de la ciudad de Burgos de 1999 a 2003, siendo el primer alcalde socialista en la historia de esta ciudad.

## Carrera política
Durante la presidencia de Felipe González ocupó cargos de libre designación como gobernador civil de Ávila entre 1988 a 1990, delegado del Gobierno en Extremadura de 1990 a 1993, delegado del Gobierno en Castilla y León de 1993 a 1994 y director general de la Policía entre 1994 y 1996, a las órdenes de la secretaria de Estado del Interior, Margarita Robles.

### Alcaldía de Burgos
Se presentó como cabeza de lista del PSOE en Burgos a las elecciones municipales de 1999. No consiguió una mayoría, pero el resultado le sirvió para formar gobierno gracias al pacto tripartito PSOE-Izquierda Unida-Tierra Comunera. De los 27 concejales que conformaban la corporación municipal, el PP obtuvo 10, el PSOE 9, Tierra Comunera-Partido Nacionalista Castellano 3, Acción Popular Burgalesa Independiente 3, e IU, 2.
El mandato de Ángel Olivares al frente del Ayuntamiento de Burgos estuvo marcado por impulsar la construcción del Complejo de la Evolución Humana, que incluye el centro de investigación CENIEH, el Museo de la Evolución Humana, un palacio de congresos y un auditorio. Para llevar a cabo dicha actuación fue necesario modificar el Plan General de Ordenación Urbana de la ciudad, ya que el plan vigente en ese momento contemplaba la construcción de más de 400 viviendas en el solar designado. Se convocó un concurso de ideas del que el propio Ángel Olivares fue miembro del jurado. Se presentaron proyectos de arquitectos muy prestigiosos, como Cruz y Ortiz, Steven Holl, Arata Isozaki o Jean Nouvel. El elegido fue el firmado por Juan Navarro Baldeweg.
Durante su mandato como alcalde se amplió y remodeló el aparcamiento subterráneo de la Plaza Mayor (que alcanzó la aledaña plaza de Santo Domingo de Guzmán). La reforma fue obra del arquitecto Albert Viaplana y afectó también a las calles Sombrerería y Entremercados. También se urbanizó el solar de la antigua fábrica de Campofrío en Capiscol, construyéndose otro aparcamiento subterráneo y varias manzanas de viviendas y reservándose parte del terreno para ampliar el Parque Félix Rodríguez de la Fuente.
También se adquirieron los primeros autobuses de gas natural comprimido de la ciudad.
Olivares volvió a ser el candidato del PSOE en las elecciones de 2003, en las que el PSOE mejoró su resultado con 10 concejales. Sin embargo, no se reeditó el pacto de gobierno, al alcanzar el Partido Popular la mayoría absoluta con 14 concejales. Solución Independiente, partido del antiguo alcalde José María Peña, obtuvo 2 concejales, e Izquierda Unida 1.
Olivares volvió a presentarse en las elecciones de 2007, pero de nuevo el Partido Popular revalidó la mayoría absoluta, esta vez con 15 concejales. Abandonó la política local en 2011.

### Secretario de Estado de Defensa
El 9 de junio de 2018, tras la moción de censura de Pedro Sánchez contra el Gobierno de Mariano Rajoy, Olivares, que ya estaba jubilado, fue nombrado por la ministra de Defensa, Margarita Robles, como secretario de Estado de Defensa en sustitución de Agustín Conde.
Durante los dos años que estuvo en el cargo, el departamento comprometió más de 15.000 millones de euros en inversiones para la modernización de las Fuerzas Armadas e impulsó diversos proyectos de defensa, tales como los Vehículo de Combate sobre Ruedas (VCR) 8x8, las fragatas F-110, los submarinos S-80, los nuevos helicópteros NH90, la modernización de los Chinook, la actualización de los Eurofighter y la renovación de los satélites de comunicaciones.
El 19 de junio de 2020, el Ministerio de Defensa anunció la salida de Olivares a petición propia y por «motivos familiares». Según el propio Olivares, se había comprometido con la ministra a estar un año en el cargo, y se mantuvo dos por un «favor personal» hacia ésta. Cesó oficialmente el 24 de junio, siéndole concedida la Gran Cruz del Mérito Militar, con distintivo blanco. Tras su dimisión, regresó a su vida de jubilado. aunque posteriormente volvió a la actividad como presidente de la Fundación Feindef.